# Boel Flodgren
Boel Flodgren (* 17. November 1942 in Örebro) ist eine schwedische Rechtswissenschaftlerin. Sie arbeitete zudem als Rechtsanwältin und war Professorin und Universitätsrektorin. Sie ist die Tochter von dem Oberarzt und leitendem Arzt des Ängelholm-Krankenhauses  Wilhelm Ohlsson und seiner Frau und Anwältin Maj Ohlsson (geb. Fagerlin).

## Leben und Wirken
Boel Flodgren schloss ihr Studium 1967 mit einem Bachelor of Laws ab, promovierte 1978 an der Universität Lund zum Doktor der Rechtswissenschaften und 1979 zum Doktor des Privatrechts.
In den Jahren 1973 bis 1984 engagierte sie sich neben ihrem Studium zusätzlich als Staatsanwältin in Värmland, als Studienberaterin und als Dozentin an der Uni Lund. Von 1984 bis 1986 war sie stellvertretende, ab 1987 Professorin für Handelsrecht. In den zehn Jahren von 1992 bis 2002 war sie Rektorin (Rectrix Magnifica) an ihrer Universität in Lund. Nach ihrer Pensionierung wurde sie 2006 Inspektorin bei der studentischen Juridiska föreningen (Juristenvereinigung), eine von den sieben schwedischen Universitäten, die das Prüfungsrecht für Juristen besitzen. 2011 erhielt sie zudem den Ehrendoktortitel der Universität Oslo.